# Frau am Fenster
Frau am Fenster (Nederlands: Vrouw aan het raam) is een olieverfschilderij van de Duitse romantische kunstschilder Caspar David Friedrich geschilderd in 1822 of iets eerder, olieverf op linnen. Het toont Caroline Friedrich-Bommer, de vrouw van de kunstenaar, staande bij een open venster, bezien op de rug. Het werk behoort tot de collectie van de Alte Nationalgalerie te Berlijn.

## Afbeelding
Het model, die op de rug ("im Rückenansicht") wordt bezien, is Caroline Bommer (1793-1847), die sinds 1818 met Friedrich getrouwd was. Ze draagt een lang groen kleed, dat qua kleurstelling naadloos overgaat in de groen-, grijs- en bruintonen van de kamer waarin ze zich bevindt. Haar haren zijn opgestoken en worden bij elkaar gehouden door een brede kam. Ze waant zich alleen, zo lijkt het. Door het geopende venster kijkt ze naar het takelwerk van de schepen aan de oever van de Elbe, lichtjes naar links hellend, maar in evenwicht door de positionering van de voorste mast rechts in het venster. De lucht is zonnig en helder, met een enkel wolkje, sterk contrasterend met het halfduister in de kamer. Het tafereel is gesitueerd in een atelier dat Friedrich in die tijd te Dresden huurde. De lichtgroene bomen doen vermoeden dat het voorjaar is.

## Compositie en duiding
De compositie valt op door de afgemeten beeldgeometrie met een strakke symmetrie, waarbij de dieptewerking geaccentueerd wordt door de gestapelde horizontale en verticale elementen, en vooral ook in de samenlopende brede planken van de vloer. Afgezien van twee flessen en een glas op de vensterbank ademt de nagenoeg lege ruimte een sterke en bewust gecreëerde soberheid uit. In niets mocht Friedrich van zijn "mystieke" werk met het penseel worden afgeleid. Vanuit die gedachte ontstond ook dit portret in "Rückenansicht", als een reflectie over nabijheid en afstand: een krap vertrek en een wijde verte waarvan slechts een vermoeden bestaat, de mens die gevangen is in het hier en nu, maar verlangend uitkijkt naar het onbekende. Het verbinden van het alledaagse met het geheimzinnige en onbekende kan als de kern van Friedrichs romantiseren worden genoemd, bij uitstek tot uitdrukking komend in dit portret.
Het belangrijkste motief van het schilderij moet ook gezocht worden in het romantiseren, de kern van Friedrichs oeuvre. De donkere kamer geeft de indruk van een soort van kloostercel, die de neiging oproept om uit te breken naar de volop verlichte buitenwereld. Gespeculeerd is ook wel over een relatie met Friedrichs vrouwbeeld, dat vooral verbonden was met het huiselijke leven. Caroline was rond de tijd dat het portret geschilderd werd waarschijnlijk zwanger, hetgeen nog een extra dimensie aan dit standpunt geeft, alsof Friedrich haar "Sehnsucht" wel begreep. Het schilderen van een figuur "im Rückenansicht" zowel als het motief van het open raam waren ten tijde van de romantiek typerend om dit gevoel uit te drukken. Ook bij Friedrich kwamen ze meermaals voor.
Een tweede motief dat wel verbonden wordt aan Frau am Fenster is religieus van aard en ziet het vensterkruis primair als een christelijk symbool. De oever aan de overzijde wordt dan gezien als het hiernamaals en de rivier als de dood. Hoewel Friedrich een zeer gelovig man was lijkt deze duiding echter vergezocht en zijn er geen directe aanwijzingen voor.

## Historie
Friedrich heeft zich voor de opzet van Frau am Fenster mogelijk laten inspireren door Johann Heinrich Wilhelm Tischbeins Goethe am Fenster der römischen Wohnung am Corso uit 1787, geschilderd tijdens het verblijf van beide kunstenaars in Rome, 35 jaar eerder. Na voltooiing werd het in 1822 geëxposeerd bij de Dresdner Kunstakademie en bleef vervolgens tot 1906 in het bezit van de familie Friedrich. In dat jaar werd het door de kleindochter van de kunstenaar, Johanna Friedrich, geschonken aan de Alte Nationalgalerie, waar het zich nog steeds bevindt.
De datering van het schilderij werd in 1918 door de Alte Nationalgalerie op 1818 gesteld, op grond van sterke overeenkomsten met twee schilderijen waarin Georg Friedrich Kersting Friedrich portretteert in zijn atelier in het Haus An der Elbe 26 te Dresden. Volgens kadastergegevens bleek Friedrich dat atelier in 1820 echter te hebben verlaten. Aangenomen werd daarom dat het schilderij bij expositie in 1822 al geruime tijd voltooid moest zijn geweest. In de jaren 1970 werd op basis van een vergelijkende studie van kunsthistoricus Helmut Börsch-Supan vastgesteld dat het om verschillende, hoewel sterk gelijkende ruimtes ging, vlak naast elkaar gelegen, in dezelfde straat: Friedrich bleek verhuisd binnen dezelfde straat, naar Haus An der Elbe nummer 33. Het schilderij werd uiteindelijk definitief gedateerd op 1822 of anders heel kort daarvoor.

## Galerij

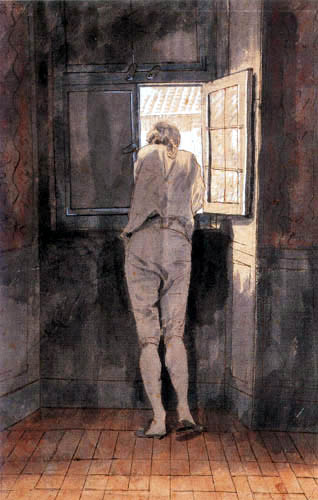
Tischbein: Goethe am Fenster der römische Wohnung am Corso, 1787
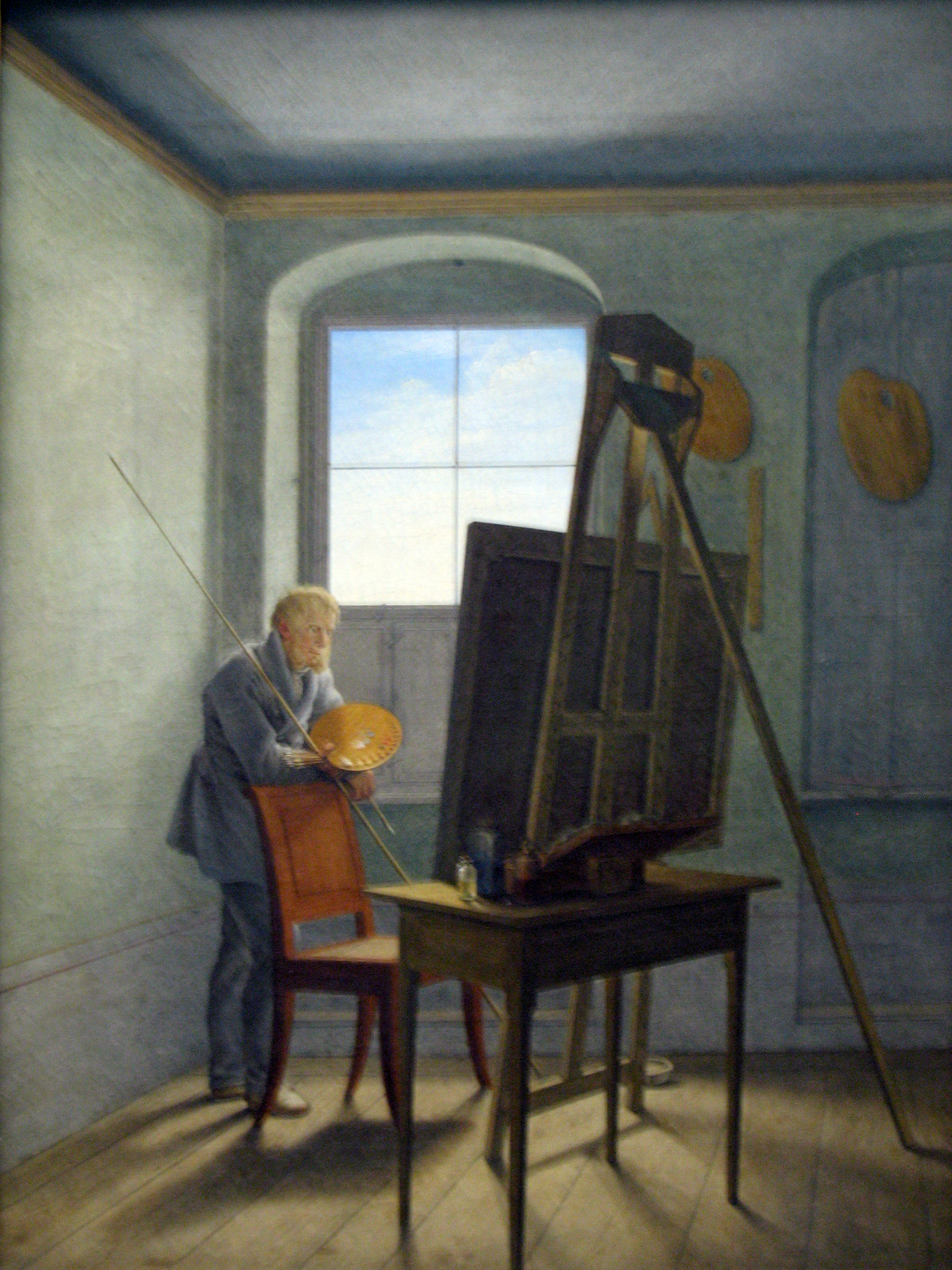
Kersting: Caspar David Friedrich in seinem Atelier, 1819
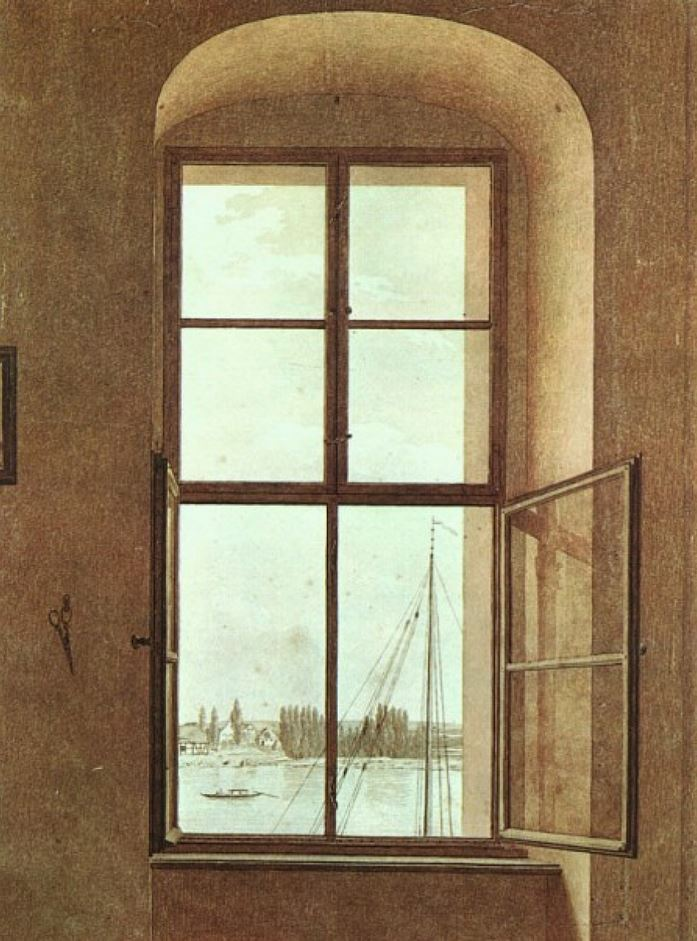
Friedrich: Blick aus dem Fenster des Künstlers, 1805-1806